# Jeff Mullins
Jeffrey Vincent Mullins (né le 18 mars 1942 à Astoria, dans l'État de New York) est un joueur et entraîneur américain de basket-ball.

## Carrière de joueur
Mullins était un ailier d'1,93 m au lycée. Il intégra par la suite l'université Duke, de 1960 à 1964, où il compila 21,9 points par match en carrière. Son numéro 44 à Duke a été retiré en 1994.
Mullins fut membre de l'équipe américaine championne olympique en 1964
Mullins fut sélectionné par les Hawks de Saint-Louis au premier tour (6e rang) de la draft 1964. Après deux saisons avec les Hawks, il rejoignit les Warriors de Golden State où il réussit les meilleures saisons de sa carrière et fut sélectionné pour le NBA All-Star Game à trois reprises - en 1969, 1970 et 1971. Il remporta avec les Warriors le titre de champion NBA en 1975. À l'issue de sa carrière en 1976, il avait accumulé un total de 13 017 points en douze années de carrière pour une moyenne de 16,2 points par match.

## Carrière d'entraîneur
Mullins s'investit dans les affaires n'ayant pas trait avec le basket-ball à l'issue de son retrait de la NBA. En 1985, il devint le sixième entraîneur et le directeur sportif de UNC Charlotte, participant au Final Four NCAA en 1977. Mullins, dont beaucoup de fans se souvenaient en tant qu'ancien joueur de Caroline du Nord à Duke, relança ce programme en faisant à nouveau une équipe victorieuse. Mullins mena Charlotte à l'issue du tournoi final NCAA en 1988 (leur première participation au Final Four depuis 1977), ainsi qu'en 1992 et 1995, sans compter deux participations au NIT, en 1989 et 1994.
Lorsque Mullins quitta UNC Charlotte en 1996, il avait accumulé un total record de 182 victoires. Aujourd'hui, il est considéré par de nombreux fans des 49ers comme le sauveur de l'équipe de basket-ball de Charlotte. Le vestiaire de l'équipe de l'Halton Arena porte son nom et une bannière est érigée en son honneur à l'Halton Arena.